# Annals dublinesos d'Inisfallen
Els Annals dublinenses d'Inisfallen són una compilació del segle xviii (cap a 1765) d'annals irlandesos medievals, treballats de nou i ampliats amb material de tradicions posteriors en forma interpolada, obra de John O'Brien, bisbe de Cloyne i el reverend John Conry. L'obra no s'ha de confondre amb els autèntics Annals d'Inisfallen. Es va publicar una edició en llatí el 1825 pel sacerdot Charles O'Conor, encara que no va arribar a completar-se a una traducció a l'anglès. Algunes seccions si s'han traduït individualment per diversos historiadors.
Els Annals dublinesos estan reconeguts com una font analítica poc fiable de la llengua gaèlic irlandès però conté algun material valuós que d'una altra forma a hores d'ara s'hauria perdut. La naturalesa del nou treball fa molt complicada la distinció entre el material d'autèntic valor del prescindible.